# Scilla sodalicia
Scilla sodalicia är en sparrisväxtart som beskrevs av Nicholas Edward Brown. Scilla sodalicia ingår i släktet blåstjärnesläktet, och familjen sparrisväxter. Inga underarter finns listade i Catalogue of Life.